# Музей втраченого побуту
Музей втраченого побуту також Музей побутового дизайну — будинок-музей, розташований на березі озера Борівне в селі Гори Новгородської області. Заснований колишнім механізатором Сергієм Борисовичем Івановим, який розпочав колекціонування у 1981 році.

## Колекція
У музейній експозиції представлено понад 1000 експонатів — ручні та ножні швейні машини минулого століття, радянські праски, значки з Леніним, а також колекції марок, календарів, мінералів, коробок з-під цукерок, чаю, сірників, цигарок та ґудзиків.